# Finlands havsforskningsfartyg

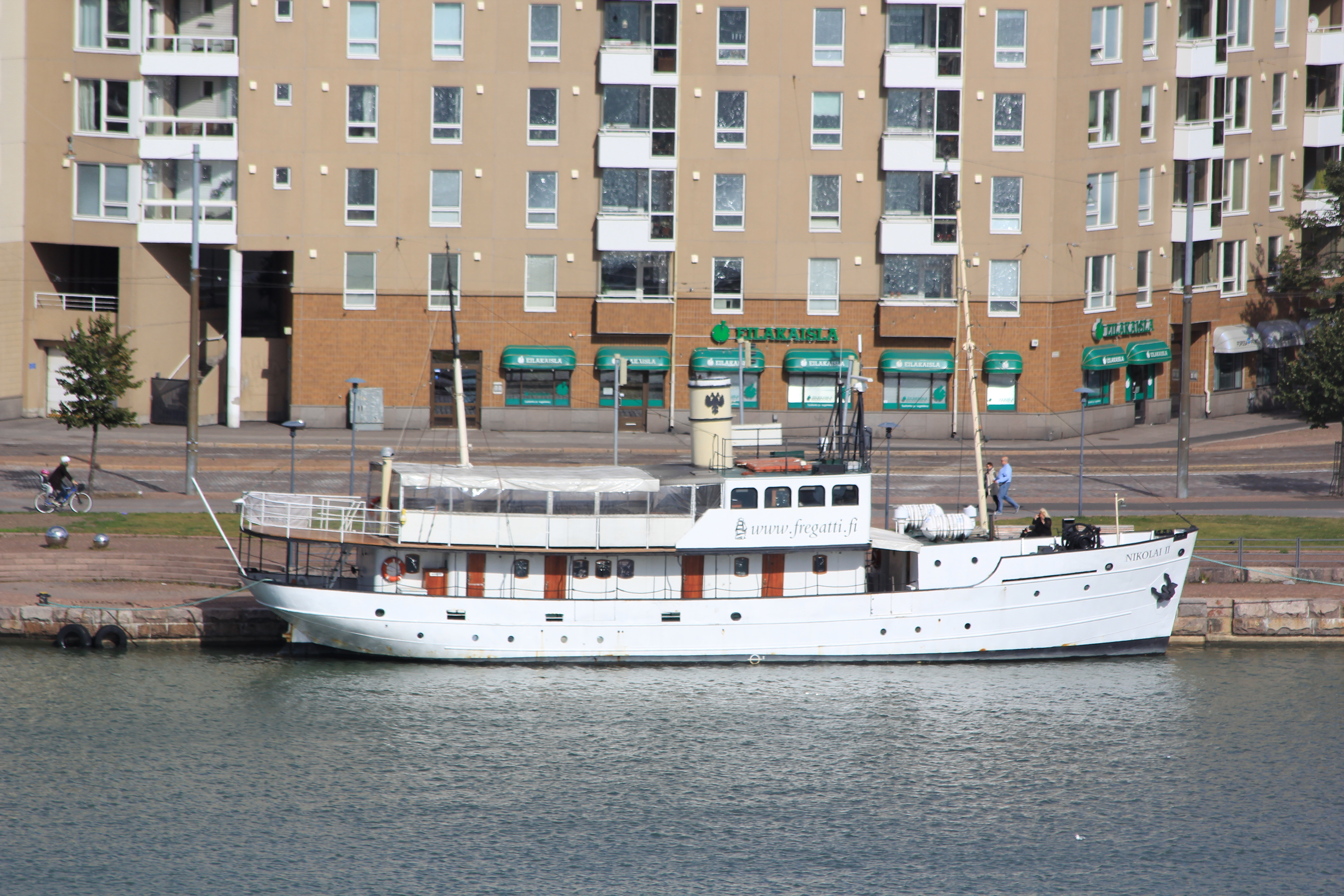
Tidigare S/S Nautilus, numera M/S Nikolai II vid Busholmen, 2012

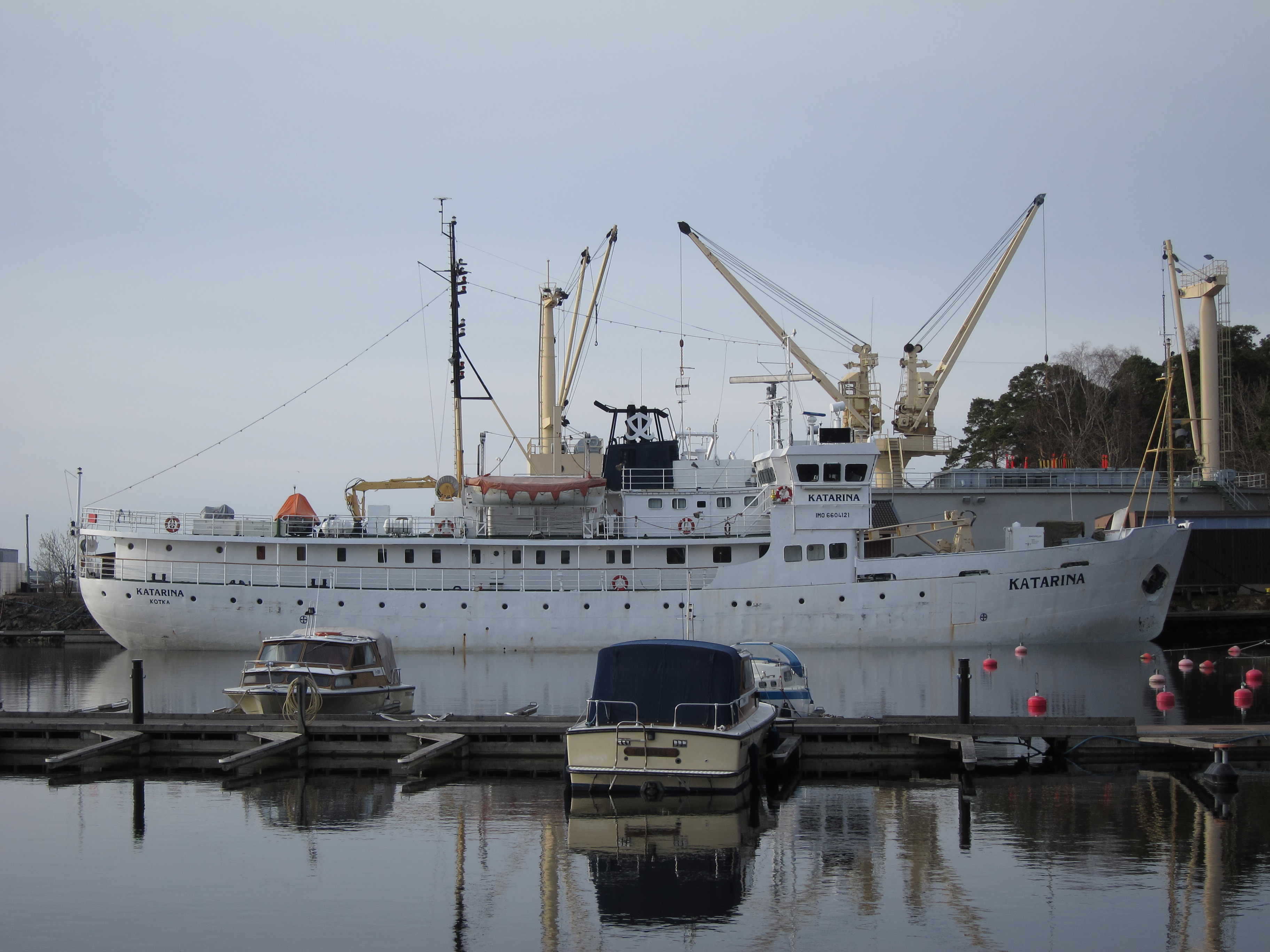
M/S Katarina, tidigare den andra R/V Aranda, i Kotka, 2013

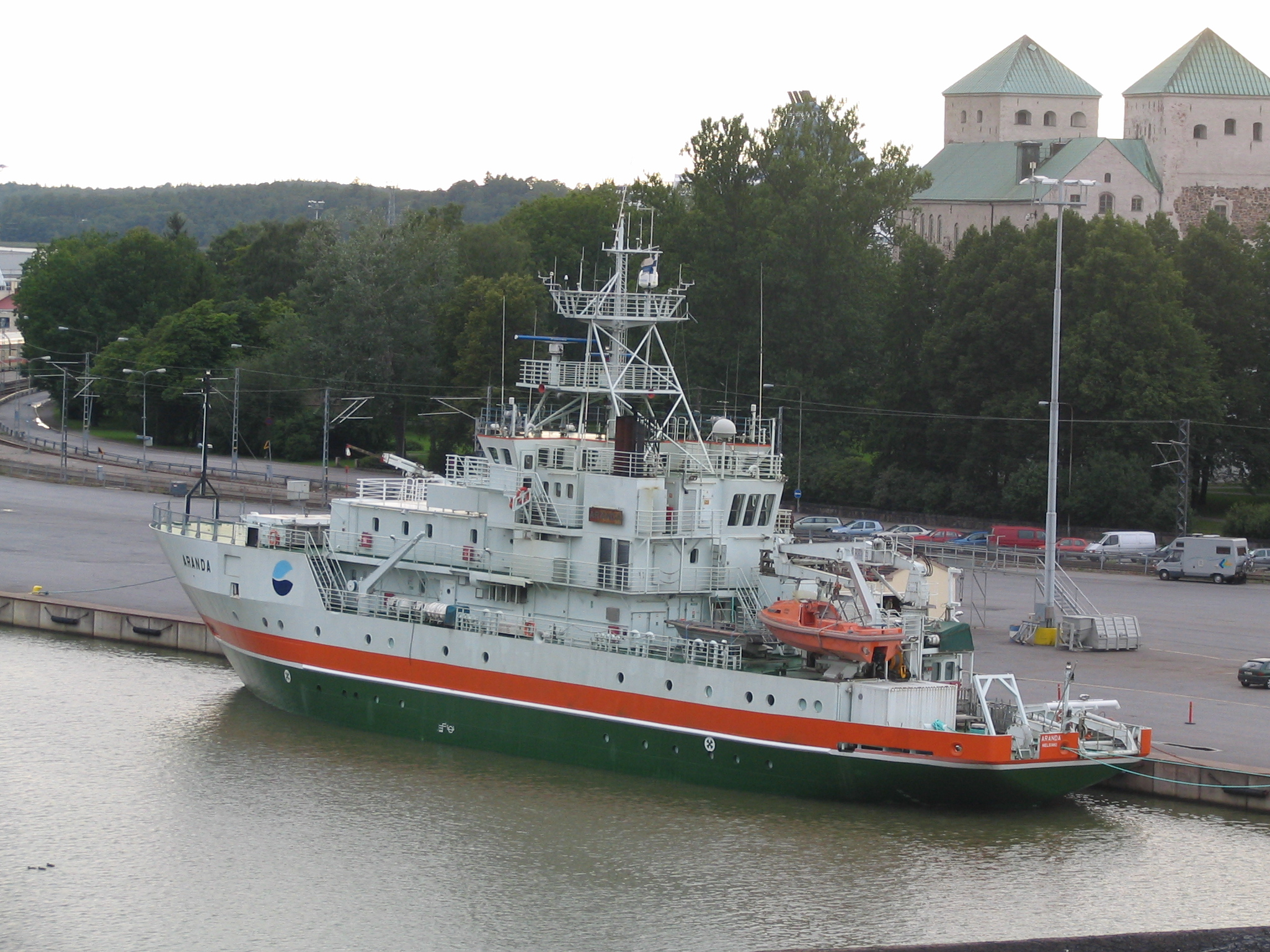
Den nuvarande R/V Aranda i Aura å i Åbo, 2007

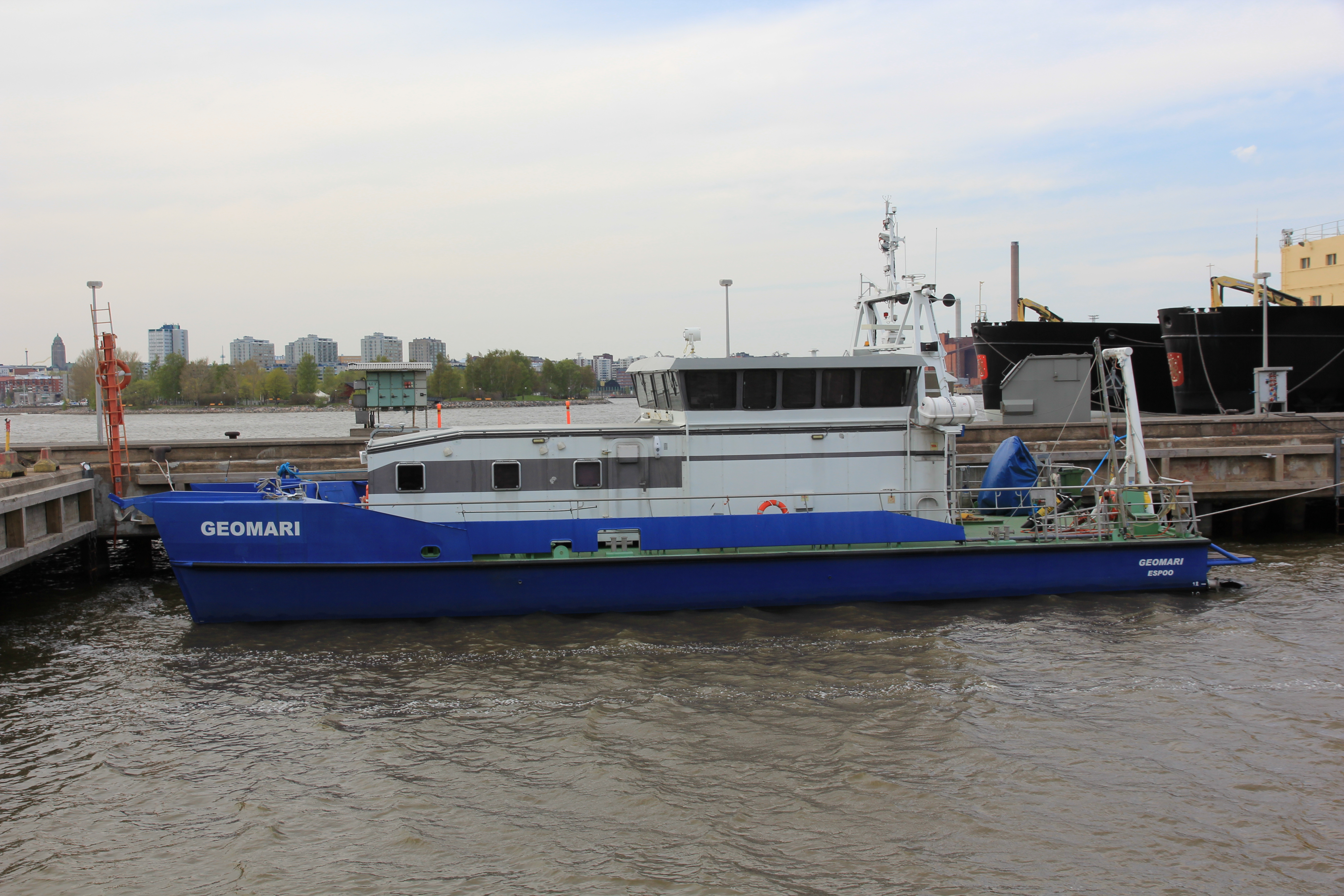
R/V Geomari vid Skatudden i Helsingfors, 2011

Finlands havsforskningsfartyg har framför allt varit de varit fyra som drivits av Havsforskningsinstitutet under 1900-talet, inklusive Finlands miljöcentrals R/V Aranda från 1989.
Ångfartyget Nautilus togs i bruk 1903. Det 29,8 meter långa fartyget byggdes av Sandvikens varv 1902–1903 för fiskeforskning och fiskeinspektion och användes av Havsforskningsinstitutet, som inrättades i november 1918 efter Finlands självständighet. Fartyget såldes till privat ägare 1938 och motoriserades 1981. Hon har under senare år varit kryssningsfartyg för upp till 87 passagerare i Finland under namnet M/S Nikolai II.
Den första Aranda togs i bruk 1939. Det byggdes ursprungligen som ett passagerarfartyg och fungerade som ett utflyktsfartyg för skolbarn. Det var ett ångfartyg med en trippelångmaskin, som användes som modell för att tillverka andra ångfartyg. 
Aranda gjorde enbart en forskningsresa och överlämnades 1945 som en del av Finlands krigsskadestånd till Sovjetunionen.
År 1953 färdigställdes ett forsknings- och undersökningsfartyg som fick namnet Aranda efter sin föregångare. Aranda seglade vintertid  i Åbo skärgård i menförestrafik. Fartyget användes av Havsforskningsinstitutet fram till 1989. Fartyget har döpts om till M/S Katarina och är skolfartyg för sjöfartsutbildning i Kotka, numera för Sydöstra Finlands yrkeshögskola.
År 1989 fick Havsforskningsinstitutet ett nytt forskningsfartyg, det tredje med namnet Aranda, vilket var konstruerat exklusivt för havsforskning. Det nuvarande Aranda ägdes först av Havsforskningsinstitutet, varefter fartyget övertogs av Finlands miljöcentral, efter det att Havsforskningsinstitutet lagts ned 2008. 

## Andra forskningsfartyg i urval
- R/V Geomari, fartyg för maringeologisk forskning, som används gemensamt av Geologiska forskningscentralen och Finlands marin.
- R/V Augusta, som ägs av Helsingfors universitet och är stationerad på Tvärminne zoologiska station
- R/V Aurelia, som ägs av Skärgårdshavets forskningsinstitut på Åbo universitet och är stationerad på Själö.
- M/S Muikku, som tidigare ägdes av Södra Savolas miljöcentrum och som användes för forskning av Joensuu universitet och Vilt- och fiskeriforskningsinstitutet.
- R/V J.A. Palmén, en  10,3 meters Kulkuri 34, som ägs av Helsingfors universitet [2]